# الطاقة النووية في دولة الإمارات العربية المتحدة

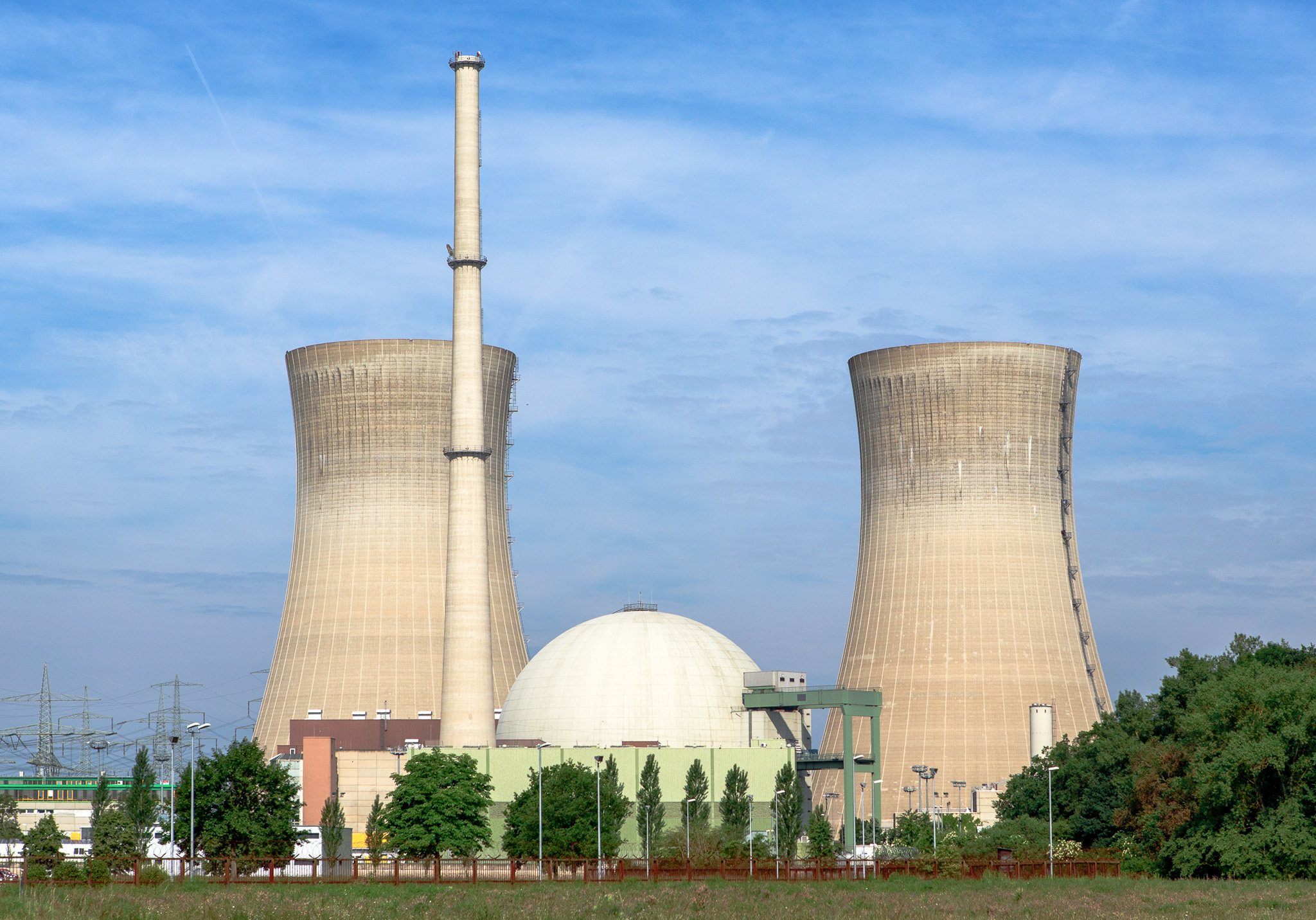
محطة طاقة نووية.

الطاقة النووية في دولة الإمارات العربية المتحدة تقوم حاليا دولة الإمارات العربية المتحدة بإنشاء مفاعلات طاقة نووية لتلبية احتياجاتها من الكهرباء، والتي تتراوح بين 15 غيغاواط كهربائي إلى أكثر من 40 غيغاواط كهربائي في عام 2020. في ديسمبر 2009، وقعت الولايات المتحدة والإمارات العربية المتحدة اتفاقية المادة 123 للتعاون النووي السلمي. كما وقعت الإمارات معاهدة الحد من انتشار الأسلحة النووية وذلك إلى جانب البروتوكول الإضافي.

## اللوائح الرقابية النووية في الإمارات

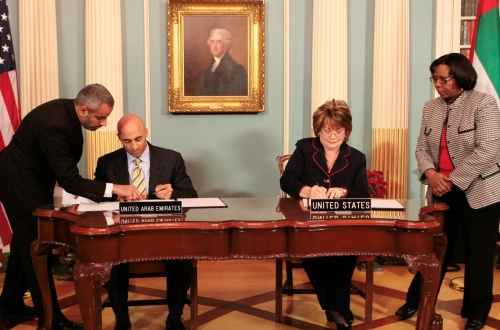
الاتفاق الثنائي للتعاون في مجال الطاقة الذرية السلمية بين ممثلي دولة الإمارات والولايات المتحدة سنة 2009م

في أبريل 2008، أعلنت حكومة الإمارات العربية المتحدة رسمياً عن رغبتها في تقييم الطاقة النووية كمصدر إضافي لتلبية احتياجات البلاد المتزايدة من الطاقة. 
خلصت سياسة الإمارات العربية المتحدة بشأن تقييم الطاقة النووية السلمية وتطويرها المحتمل، إلى أن الطاقة النووية تعتبر مصدر طاقة مثبت الكفاءة وصديق للبيئة ومنافس مادياً مقارنة بالخيارات الأخرى، وبناءً على هذه السياسة فقد تقرر إنشاء هيئة تنظيمية مستقلة باعتبارها حجر الأساس لبرنامج نووي مستقر وآمن. 
تأسست الهيئة الاتحادية للرقابة النووية (FANR) في 24 سبتمبر 2009 وفقًا للقانون الاتحادي بموجب المرسوم رقم 6 لعام 2009، بشأن استخدام الطاقة النووية في الأغراض السلمية، المعروف أيضًا باسم القانون النووي. ومن مقرها في أبو ظبي، تنظم الهيئة القطاع النووي في الإمارات العربية المتحدة بما يتماشى مع السياسة النووية والمعاهدات الدولية مثل معاهدة معاهدة الحد من انتشار الأسلحة النووية، والاتفاقيات الأخرى التي تكون دولة الإمارات العربية المتحدة طرفاً فيها، بالإضافة إلى أفضل الممارسات الدولية. 
أتاحت اتفاقية التعاون بين الإمارات والولايات المتحدة في مجال الطاقة النووية نقل التكنولوجيا النووية من الولايات المتحدة الأمريكية وتم تسميتها إتفاقية النقل بـ«المعيار الذهبي».

## محطة براكة للطاقة النووية

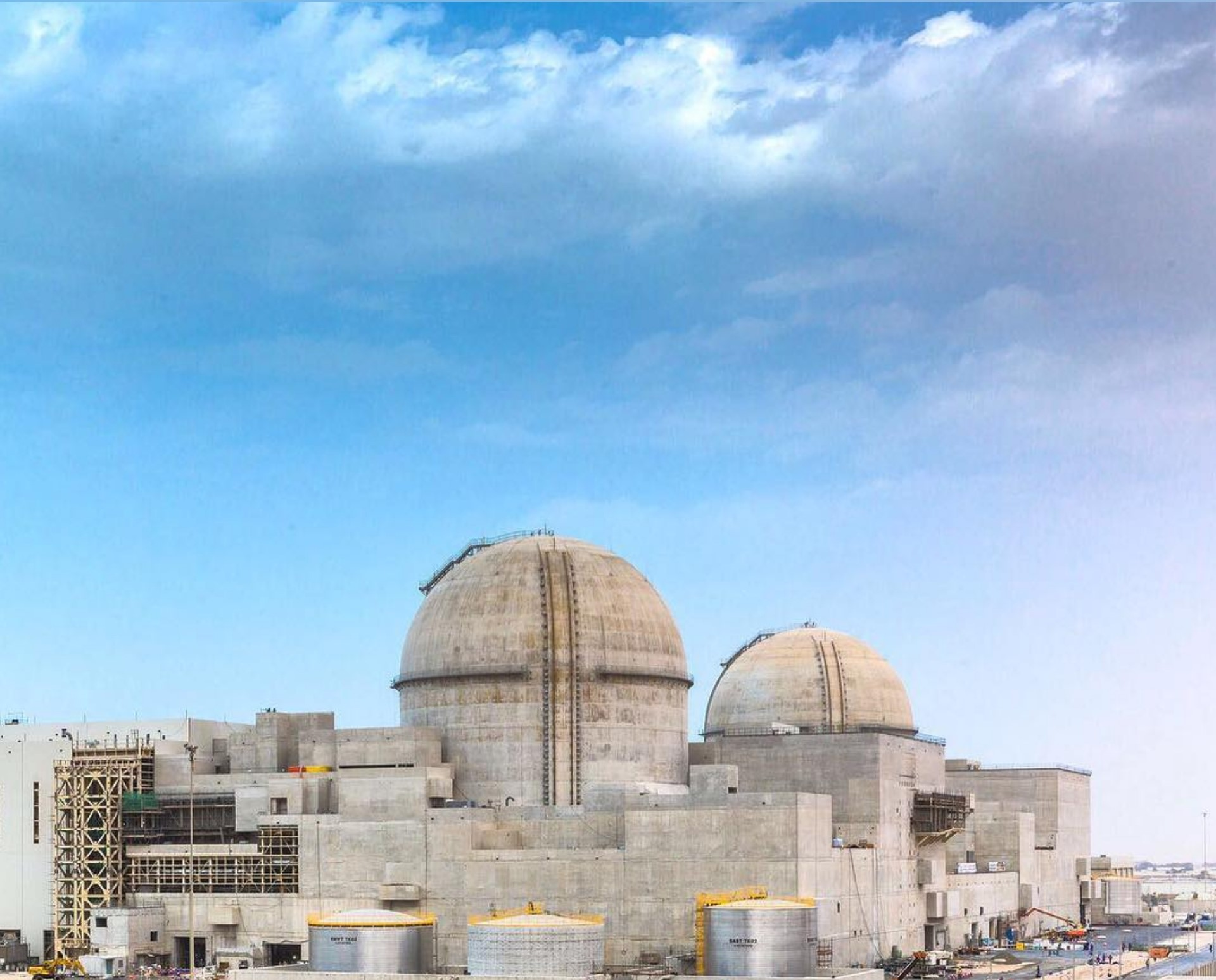
محطة براكة للطاقة النووية، أول محطة للطاقة النووية في الإمارات العربية المتحدة.

محطة براكة للطاقة النووية هي أول محطة للطاقة النووية في الإمارات العربية المتحدة. بدأت أعمال البناء في عام 2012 ، ومن المخطط أن تبدأ أربعة مفاعلات نووية من نوع APR-1400 عملها على التوالي بين عامي 2017 و2020. 
في ديسمبر 2009 ، منحت مؤسسة الإمارات للطاقة النووية ائتلافًا بقيادة شركة كوريا للكهرباء (KEPCO) بقيمة 20 مليار دولار أمريكي محاولة لبناء أول محطة للطاقة النووية في منطقة براكة، حوالي 50 كم غرب مدينة الرويس.   في عام 2011 ، ذكرت بلومبرج أنه بعد اتفاقيات التمويل التفصيلية، تم تحديد تكلفة البناء بمبلغ 30 مليار دولار: 10 مليارات دولار من الأسهم، 10 مليارات دولار من ديون وكالة ائتمانات التصدير و10 مليارات دولار من الديون السيادية من البنوك والصناديق السيادية. قد تكسب كوريا الجنوبية 20 مليار دولار إضافية من عقود التشغيل والصيانة وإمدادات الوقود.  في حين أشار تقرير لاحق لوكالة بلومبرج إلى أن قيمة إنشاء المفاعل تبلغ 25 مليار دولار. 

## روابط خارجية
- الهيئة الاتحادية للرقابة النووية في الإمارات العربية المتحدة